# Acalolepta dispar
Acalolepta dispar là một loài bọ cánh cứng trong họ Cerambycidae.